# Aischrocrania brevimedia
Aischrocrania brevimedia är en tvåvingeart som beskrevs av Wang 1992. Aischrocrania brevimedia ingår i släktet Aischrocrania och familjen borrflugor. Inga underarter finns listade i Catalogue of Life.